# Gustavo Scillato-Yané
Gustavo Juan Scillato-Yané (n. Buenos Aires, 20 de enero de 1948 - f. Buenos Aires, junio de 2019) fue un paleontólogo argentino especializado en xenartros. 
Nació el 20 de enero de 1948 en la ciudad de Buenos Aires, Argentina. Ya a los 15 años había decidido dedicarse a la paleomastozoología.
Se licenció en paleontología (orientación vertebrados) en 1973 en la facultad de Ciencias Naturales y Museo de la Universidad Nacional de La Plata. En 1982 se recibió de Doctor en Ciencias Naturales bajo la dirección de Rosendo Pascual. Llegó al grado de Investigador Independiente del Conicet. Previo a su muerte fue elegido padrino por los egresados de zoología y paleontología de la facultad de Ciencias Naturales y Museo consecutivamente durante más de 10 años. Fue profesor titular de la cátedra de Paleozoología desde el 2008 hasta 2017.
Fue Vocal Titular (entre 1976-77) y Secretario (entre 1978-1979) de la Asociación Paleontológica Argentina, de la que llegó a ser socio vitalicio. Vocal Titular de la  Sociedad Argentina para el   Estudio de los Mamíferos (SAREM), 1984-85. Miembro  del  Comité  Editor  de la revista Ameghiniana”,  entre 1982 y 1988 y director de la misma entre 1984 y 1988. También fue miembro  del  Comité  Asesor  de  FACENA,  Revista  de  la  Facultad  de Ciencias  Exactas  y  Naturales  y  Agrimensura, de la Universidad Nacional del  Nordeste.

## Taxones
Fue autor de distintos géneros y especies de mamíferos fósiles, entre ellos Chasicobradys, Eonaucum, Epipeltephilus kanti, Holmesina rondoniensis, Neoglyptatelus, y Sudamerica.

## Publicaciones[9]
- Scillato-Yané,  G.  J.,  1976.  Presencia  de  Macroeuphractus  retusus  (Xenarthra, Dasypodidae)  en  el  Plioceno  del  Área  Mesopotamia  (Argentina).  Su  importancia bioestratigráfica y paleobiogeográfica. Ameghiniana 12 (4): 322-328.

- Scillato-Yané, G. J., 1976. Sobre un Dasypodidae (Mammalia, Xenarthra) de Edad Riochiquense  (Paleoceno  superior)  de  Itaboraí  (Brasil).  Anais  Academia  Brasileira  de Ciencias 48 (3): 527-530.
- Scillato-Yané,  G.  J.,  1977.  Sobre  algunos  restos  de  Mylodon    (¿)listai  (Edentata, Tardigrada),  procedentes  de  la  cueva  de  “Las  Buitreras”  (Pcia.  de  Santa  Cruz, Argentina). Relaciones Soc. Argent. de Antropología 10 (N.S.): 309-312.
- Scillato-Yané, G.J., 1977. Octomylodontinae: n. subfam. de Mylodontidae (Edentata, Tardigrada).  Descripción  del  cráneo  y  mandíbula  de Octomylodon  robertoscagliai  n. sp.,  procedentes  de  la  Fm.  Arroyo  Chasicó  (Edad  Chasiquense,  Plioceno  temprano) del  S  de  la  prov.  de  Bs.  As.  (Argentina).  Algunas  consideraciones  filogenéticas  y sistemáticas sobre los Mylodontoidea. Public. Mus. Munic. Cienc. Nat.”L.Scaglia” (Mar del Plata) 2 (5): 123-140.
- Scillato-Yané,  G.  J.,  1977.  Sur  quelques  Glyptodontidae  nouveaux    (Mammalia, Edentata) du Déséadien (Oligocene inferieur) de Patagonie (Argentine). Bull. Mus. Nat. d’Hist. Nat. (Paris), Sc. de la Terre (No. 64): 249-262.
- Scillato-Yané, G. J., 1977. Nuevo Megalonychidae (Edentata, Tardigrada) de Edad Chasiquense (Plioceno temprano) del sur de la provincia de Buenos Aires (Argentina). Su  importancia  filogenética,  bioestratigráfica  y  paleobiogeográfica.  Rev.  Asoc.  Cienc. Nat. Litoral (Santo Tomé – Santa Fe) 8: 45-54.
- Scillato-Yané,  G.  J.,  1979.  Notas  sobre  los  Dasypodidae  (Mammalia,  Xenarthra) del  Plioceno  del  territorio  argentino.  I.  Los  restos  de  Edad  Chasiquense  (Plioceno inferior) del Sur de la Prov. de Bs. As. Ameghiniana 14 (1-4): 133-144.
- Báez, A. M. Y Scillato-Yané, G. J., 1979. Late Cenozoic Environmental Changes in Present  Temperate  Argentina.  In:  The  South  American  Herpetofauna:  Its  Origin, Evolution, and Dispersal. Monograph Mus. Nat. Hist. (Univ. of  Kansas) 7: 141-156.
- Bondesio,  P.,  Rabassa,  J.,  Pascual,  R.,  Vucetich,  M.  G.  y  Scillato-Yané,  G.  J., 1980.  La  Formación  Collón  Curá  de  Pilcaniyeu  Viejo y  sus  alrededores  (Río  Negro, República   Argentina).   Su   antigüedad   y   las   condiciones   ambientales   según   su distribución, su litogénesis y sus vertebrados.
- Bondesio, P., Laza, J. H., Scillato-Yané, G. J.,Tonni, E. P. y Vucetich, M. G., 1980. Estado  actual  del  conocimiento  de  los  vertebrados  de  la  Formación  Arroyo  Chasico (Plioceno temprano) de la Provincia de Buenos Aires.
- Scillato-Yané,  G.  J.,  1980.  Nuevo  Megalonychidae  (Edentata,  Tardigrada)  del “Mesopotamiense”   (Mioceno   tardío-Plioceno)   de   la   Provincia   de   Entre   Ríos (Argentina). Ameghiniana 17 (3): 193-199. 19)
- Scillato-Yané,   G.   J.,   1981.   Nuevo   Mylodontinae (Edentata,   Tardigrada)   del “Mesopotamiense”   (Mioceno   tardío-Plioceno)   de   la   Provincia   de   Entre   Ríos (Argentina). Ameghiniana 18 (1-2): 29-34. 20)
- Scillato-Yané,  G.  J.  y  Pascual,  R.,  1985.  Un  peculiar  Xenarthra  del  Paleoceno medio  de  Patagonia  (Argentina).  Su  importancia  en  la  sistemática  de  los  Paratheria. Ameghiniana 21 (2-4): 173-176.
- Pascual, R., Vucetich, M. G., Scillato-Yané, G. J. y Bond, M., 1985. Main Pathways of  the  Mammalian  Diversification  in  South  America. In:  The  Great  American  BioticInterchange,  F.  Stehli  y  S.  D.  Webb,  eds.,  Cap.  8:  219-247,  de  532.  Plenum  Press, New York & London.
- Scillato-Yané,  G.  J.,  Carlini,  A.  A.  y  Vizcaíno,  S.  F.,  1988.  Nuevo  Nothrotheriinae (Edentata,  Tardigrada)  de  Edad  Chasiquense  (Mioceno  tardío)  del  Sur  de  la  Pcia.  de Buenos Aires (Argentina). Ameghiniana 24 (3-4): 211-215.
- Perea,  D.  y  Scillato-Yané,  G.  J.,  1995.  Proeuphractus  limpidus  Ameghino,  1886 (Xenarthra, Dasypodidae, Euphractini): Osteología comparada del cráneo y elementos de la coraza asociados (Neógeno del Uruguay). Bol. Real Soc. Española de Hist. Nat., Secc. Geología 90 (1-4): 125-130.
- Vizcaíno,  S.  F.  y  Scillato-Yané,  G.  J.,  1995.  An  Eocene  tardigrade  (Mammalia, Xenarthra) from Seymour Island, West Antarctica. Antarctic Science 7 (4): 407-408. U. K.
- Scillato-Yané, G. J., Carlini, A. A., Vizcaíno, S. F. y Ortiz Jaureguizar, E., 1995. Los Xenartros.  In:  Evolución  biológica  y  climática  de  la  Región  Pampeana  durante  los últimos  cinco  millones  de  años.  Un  ensayo  de  correlación  con  el  Mediterráneo Occidental.  M.  T.  Alberdi,  G.  Leone  y  E.  P.  Tonni,  Eds.  Museo  Nacional  de  Cienc. Nat., Consejo Superior de Investigaciones Científicas, Madrid, pp. 181-209.
- Carlini,  A.  A.,  Vizcaíno,  S.  F.  y  Scillato-Yané,  1997.  Armored  Xenarthrans:  A Unique  Taxonomic  and  Ecologic  Assemblage.  In:  Vertebrate  Paleontology  on  theNeotropics. The  Miocene  Fauna  of  La  Venta,  Colombia.  R.  Kay,  R.  H. Madden,  R.  L. Cifelli,  and  J.  J.  Flynn,  Eds.  Smithsonian  Institution  Press,  pp.  213-226,  Washington and London.
- Scillato-Yané,  G.  J.  y  Carlini,  A.  A.,  1998.  Nuevos  Xenarthra  del  Friasense (Mioceno   medio)   de   Argentina.   Studia   Geologica   Salmanticensia   34:   43-67. Salamanca.
- Bond, M., López, G., Reguero, M. Scillato-Yané, G. J. y Vucetich, M. G., 1998. Los mamíferos  de  la  Formación  Fray  Bentos  (Edad  Mamífero  Deseadense,  Oligoceno superior?)  de  las  provincias  de  Entre  Ríos   y  Corrientes,  Argentina.  AsociaciónPaleontológica Argentina, Publicación Especial 5, Paleógeno de América del Sur y de la Península Antártica: 41-50. Buenos Aires.
- Scillato-Yané,  G.  J.  y  Carlini,  A.  A.,  1998.  Un  gigantesco  gliptodonte  en  los alrededores de la ciudad de La Plata . Museo, Univ. Nac. La Plata 2 (11): 45-48. 43)  Carlini,  A.  A.  y  Scillato-Yané,  G.  J.,  1999.  Evolution  of  Quaternary  Xenarthrans (Mammalia)  of  Argentina.  Quaternary  of  South  America  and  Antarctic  Peninsula  12: 149-176. Holland.
- Tonni, E. P., Nabel, P., Cione, A. L., Etchichury, M., Tófalo, R., Scillato-Yané, G. J., San  Cristóbal,  J.,  Carlini,  A.  A.  y  Vargas,  D.,  1999.  The  Ensenada  and  Buenos  Aires Formations  (Pleistocene)  in  a  quarry  near  La  Plata,  Argentina.  Journal  of  SouthAmerican Earths Sciences: 12: 273-291. London, U. K.
- Scillato-Yané,  G.  J.,  2000.  La  filosofía  de  Ameghino:  naturalismo,  transformismo, positivismo  y  cientificismo.  Publicación  Especial  Universidad  Nacional  de  Luján: 21-31.
- Carlini, A. A., Scillato-Yane, G. J., Noriega, J. I. y Aceñolaza, F., 2000. Perezosos terrestres  (Xenarthra,  Tardigrada)  del  “Mesopotamiense”  (Fm.  Ituzaingó,  Mioceno tardío-Plioceno)   de   la   Provincia   de   Entre   Ríos,   Argentina.”   Stvdia   Geologica Salmanticensia, 36:13-27. Salamanca.
- Cione,  A.  L.,  Azpelicueta,  M.  de  las  M.,  Bond,  M.,  Carlini,  A.  A.,  Casciotta,  J.  R., Cozzuol,  M. A.,de la Fuente, M., Gasparini, Z., Goin, F. J., Noriega, J., Scillato-Yané, G. J., Soibelzon, L., Tonni, E. P., Verzi, D., Vucetich, M. G. 2000. Miocene vertebrates from   Entre   Ríos   province,   eastern   Argentina.   En:   “El   Neógeno   de   Argentina”, Aceñolaza,  F.  G.  y  Herbst,  R.  Eds.  INSUGEO,  Serie  Correlación  Geológica  14:  191-237. Tucumán.
- Pérez,  L.  M.,  Scillato-Yané,  G.  J.  y  Vizcaíno, S.  F.,  2000.  Estudio  morfofuncional del  aparato  hioideo  de  Glyptodon  cf.  clavipes  Owen  (Cingulata:  Glyptodontidae). Ameghiniana 37 (3): 293-299.
- Tonni,  E.  P.  y  Scillato  Yané,  G.  J.,  2001.  Ameghino  y  el  positivismo  cientificista argentino: una filosofía original. Agora Philosophica , Revista Marplatense de Filosofía II (3): 41-46.
- Carlini,  A.  A.,  Brandoni,  D.  A.  Scillato-Yané, G.  J.  y  Pujos,  F.,2002.  Una  nueva especie    de    Pyramiodontherium    (Xenarthra,    Megatheriidae)    del   “Araucanense” (Mioceno  tardío)  del  Valle  de  Santa  María  (Catamarca,  Argentina).  Ameghiniana  39 (3): 367-377.
- Tonni,  E.  P.,  Carlini,  A.  A.,  Scillato-Yané, G.  J.  y  Figini,  A. J.,  2003. Cronología radiocarbónica  y  condiciones  climáticas  en  la  “Cueva  del  Milodón”  (sur  de  Chile) durante el Pleistoceno Tardío. Ameghiniana 40 (4): 609-615.
- Carlini, A. A. y Scillato-Yané, G. J., 2004. The oldest Megalonychidae (Xenarthra: Tardigrada);  phylogenetic  relationships  and  an  emended  diagnosis  of  the  Family. Neues Jahrbuch für Geologie und Paläontologie 233 (3): 423-443. Stuttgart.
- Zurita,  Alfredo  A.,  Carlini,  A.  A.,  Scillato-Yané,  G.  J.  y  Tonni,  E.  P.,  2004. Mamíferos extintos del Cuaternario de la Provincia del  Chaco (Argentina) y su relación con los del Este de la Región Pampeana y de Chile. Revista Geológica de Chile 31 (1): 65-87.
- Carlini, A. A., Brandoni, D., Scillato-Yané, G. J. y Pujos, F., 2004. Addenda a: “Una nueva especie de megaterino (Xenarthra, Tardigrada) del Mioceno Tardío-Plioceno de Catamarca, Argentina, Ameghiniana 39: 363-367”. Ameghiniana 41 (1): 127.
- Brandoni,  D.,  Carlini,  A.  A.,  Pujos,  Francois, and  Scillato-Yané,  G.  J.,  2004.  The pes  of  Pyramiodontherium  bergi  (Moreno  &  Mercerat,  1891)  (Mammalia,  Xenarthra, Phyllophaga):  the  most  complete  pes  of  a  Tertiary  Megatheriinae.  Geodiversitas, Publications  Scientifiques  du  Muséum  national  d’Histoire  naturelle,  Paris,  26  (4):  643-659.
- Scillato-Yané,  G.  J.,  Carlini,  A.  A.  Tonni,  E. P.,  and  Noriega,  J.  I.,  2005. Paleobiogeography of the Late Pleistocene Pampatheres of South America. Journal of South American Earth Sciences 20: 131-138. United Kingdom.
- Zurita,  A.,  Scillato-Yané,  G.  J.,  and  Carlini, A.,  2005.  Paleozoogeographic  and systematic  aspects  of  the  species  of  the  genus Sclerocalyptus  Ameghino,  1891 (Xenarthra,  Glyptodontidae)  of  Argentina.  Journal  of  South  American  Earth  Sciences. 20: 121-129. United Kingdom.
- Carlini,  A.  A.,  Scillato-Yané,  G.  J.  and  Sánchez,  R.,  2006.  New  Mylodontoidea (Xenarthra,  Phyllophaga)  from  the  Middle  Miocene-Pliocene  of  Venezuela.  Journal  of Systematic Palaeontology 4(3): 255-267. U. K.
- Zurita,  A.,  Scillato-Yané,  G.  J.  y  Mones,  Álvaro,  2007.  Aspectos  nomenclaturales de los Glyptodontidae: el caso de “Sclerocalyptus” Ameghino, Hoplophorus Lund y los “Sclerocalyptini”. Ameghiniana 44 (1): 241-244.
- Brandoni,    D.        y    Scillato-Yané,    G.    J.,    2007.    Los    Megatheriinae (Xenarthra,Tardigrada)del   Terciario   de   Entre   Ríos:   aspectos   taxonómicos   ysistemáticos. Ameghiniana 44 (2): 427-434.
- Krmpotic,   C.   y   Scillato-Yané,   G.   J.,   2007.   Rectificación   de   la   procedencia estratigráfica de Eutatus seguini    Gervais,    1867    (Xenarthra,        Dasypodidae). Ameghiniana 44 (3): 637-638. 70)
- Tejedor, M. F., F. J. Goin, J. N. Gelfo, G. López, M. Bond, A. A. Carlini, G. J. Scillato-Yané, M. O. Woodburne, L.Cherornogubsky, E. Aragón, M. Reguero, N. Czaplewski, S.S. Vincon, G. Martin, and M. Ciancio, 2009. New Early Eocene Mammalian Fauna from Western Patagonia, Argentina. American Museum Novitates3638: 1-43.
- Carlini, A. A., Zurita, A. E., Scillato-Yané, G. J., Sánchez, R. & Aguilera, A. A., 2008. New Glyptodont from Codore Formation (Pliocene), Falcón State, Venezuela, its relationship with the Asterostemma problem and the palaeobiogeography of the Glyptodontinae. Palaeontologische Zeitschrift 82 (2): 139-152.
- De Iuliis, G., Brandoni, D. and Scillato-Yané, G. J., 2008 New remains of Megathericulus patagonicus Ameghino, 1904 (Xenarthra, Megatheriidae): Information on primitive features of Megatheriines. Journal of Vertebrate Paleontology28 (1): 181-196.
- Zamorano, M. y Scillato-Yané, G. J., 2008. Registro de Dasypus (Dasypus)novemcinctus (Mammalia, Dasypodidae) en el sudoeste de la provincia de Buenos Aires. BioScriba Vol. 1 ( 1)17-26.
- Urrutia, J. J., Montalvo, C. I. y Scillato-Yané, G. J., 2008.  Dasypodidae (Xenarthra, Cingulata) de la Formación Cerro Azul (Mioceno tardío) de la provincia de La Pampa, Argentina Ameghiniana 45 (2): 289-302.
- González,  L.  R.  y  Scillato-Yané,  G.  J.  2008.  Una  nueva  especie  de Stegotherium (Xenarthra,  Dasypodidae,  Stegotheriini)  del  Mioceno  de  la  provincia  de  Santa  Cruz. Ameghiniana 45 (4): 641-648.
- Zurita, A. E., Carlini, A. A.. and Scillato-Yané, G. J., 2008. A new species of Neosclerocalyptus Paula Couto, 1957 (Xenarthra, Glyptodontidae, Hoplophorinae) from the middle Pleistocene of the Pampean region, Argentina. Geodiversitas 30 (4): 779-791.
- González Ruiz, L. and Scillato-Yané, G. J., 2009. A new Stegotheriini (Mammalia, Xenarthra, Dasypodidae) from the “Notohippidian” (early Miocene) of Patagonia, Argentina. N. Jb. Geol. Paläont. Abh. 252 (1): 81– 90, Stuttgart.
- Carlini, A. A., Ciancio, M. R., Flynn, J. J., Scillato-Yané, G. J. and Wyss, A. R., 2009. The phylogenetic and biostratigraphic significance of new armadillos (Mammalia, Xenarthra, Dasypodidae, Euphractinae) from the Tinguirirican (Early Oligocene) of Chile. Journal of Systematic Palaeontology7(4): 489–503.
- Tonni, E. P., Soibelzon, E., Cione, A. L., Carlini, A. A., Scillato-Yané, G. J., Zurita, A. E. and Paredes Ríos, F., 2009. Preliminar correlation of the Pleistocene sequences of the Tarija valley (Bolivia) with the Pampean chronological standard. QuaternaryInternational  210 (2009): 57–65.
- Zurita, A. E., Miño-Boilini, A., Soibelzon, E., Scillato-Yané, Gasparini, G. M. and Paredes-Ríos, F., 2009. First record and description of an exceptional unborn specimen of Cingulata   Glyptodontidae: Glyptodon Owen (Xenarthra). Comptes Rendue Palevol 8 (2009): 573–578.
- Krmpotic, C., Carlini, A. A. and Scillato-Yané, G. J., 2009. The species of Eutatus(Mammalia, Xenarthra): Assessment, morphology and climate. QuaternaryInternational 210: 69-75.
- Zurita, A. E., Carlini, A. A. and Scillato-Yané, 2009. Paleobiography, biostratigraphy and systematics of the Hoplophorini (Xenarthra, Glyptodontoidea, Hoplophorinae) from the Ensenadan Stage (early Pleistocene to early-middle Pleistocene). Quaternary International 210: 82-92. 84) Zurita, A. E., Soibelzon, E., Scillato-Yané, G. J. and Cenizo, M., 2009. The earliest record of Neuryurus Ameghino (Mammalia, Glyptodontidae, Hoplophorinae). Alcheringia, An Australasian Journal of Palaeontology 33 (4): 49-57.
- Scillato-Yané, G. J., Krmpotic, C. M. and Esteban, G. I., 2010. The species of Chasicotatus Scillato-Yané (Eutatini, Dasypodidae). Revista Mexicana de Ciencias Geológica  27 (1): 43-55.
- Oliva, C., Zurita, A. E., Dondas, A., Scillato-Yané, G. J., 2010.  Los Glyptodontinae (Xenarthra, Glyptodontidae) del Piso/Edad Chapadmalalense (Plioceno tardío): revisión y aportes a su conocimiento. Revista Mexicana de Ciencias Geológicas 27 (1): 112-120.
- Carlini, A. A., Ciancio, M. and Scilato-Yané, G. J., 2010. Middle Eocene - Early Miocene Dasypodidae (Xenarthra) of southern South America: faunal succession at Gran Barranca - biostratigraphy and paleoecology. In: R.H. Madden; A.A. Carlini; M.G. Vucetich and R.F. Kay (Eds) “The Paleontology of Gran Barranca: Evolution and Environmental Change through the Middle Cenozoic of Patagonia”. Cambridge University Press, UK. Pp. 106-129.
- Cruz, L. E., Zamorano, M., Scillato-Yané, 2010. Diagnosis and redescription of Panochthus subintermedius Castellanos (Xenarthra, Glyptodontia) from the Ensenadan (early-middle Pleistocene) of Buenos Aires (Argentina). Paläontologische Zeitschrift. 85 (2): 115-123.
- Zurita, A. E., Scarano,  A.C.,  Carlini,  A.A., Scillato-Yané, G.J. and  Soibelzon, E., 2011. Neosclerocalyptus spp. (Cingulata: Glyptodontidae: Hoplophorini): cranial morphology and palaeoenvironments along the changing Quaternary. Journal of Natural History  45 (15–16): 893–914.
- Zamorano, M., Scillato-Yané, G. J., González Ruiz, L.  R., Zurita, E., 2011.  Revisión de los géneros Nopachtus Ameghino y Phlyctaenopyga Cabrera (Xenarthra, Glyptodontidae, Hoplophorinae) del Mioceno tardío y Plioceno de Argentina. Revista del Museo Argentino de Ciencias  Nat., n.s. 13 (1): 59-68.
- González Ruiz, L., Zurita, A. E., Fleagle, J., Scillato-Yané, G. J., Dozo, M. T., Zamorano, M., 2011. The southernmost record of a Neuryurini Hoffstetter, 1958 (Mammalia, Xenarthra, Glyptodontidae). Paläontologische Zeitschrift 85: 155-161.
- Zamorano, M. , Scillato-Yané, G. J., 2011. Nueva y más reciente especie de Plohophorus Ameghino (Xenarthra, Glyptodontidae) del Marplatense inferior (Barrancalobense, Plioceno tardío), de Barranca de los Lobos (Provincia de Buenos Aires).  Ameghiniana 48 (3), 399-404.
- Zurita, A. E., Oliveira, E. V., Toriño, P., Rodríguez-Bualó, S. M., Scillato-Yané, G. J., Luna, C., Krapovickas, J., 2011.On the taxonomic status of some Glyptodontidae  (Mammalia, Xenarthra, Cingulata) from the Pleistocene of South America. Annales de Paléontologie 97: 63-83.
- Zurita, A. E., Zamorano, M., Scillato-Yané, G. J., González-Ruiz, L. R., Rodríguez-Bualó, S., Rivas Duránd, B., Céspedes Paz, R., 2011. Un spécimen exceptionnel de Panochthus Burmeister (Xenarthra, Glyptodontoidea) du Pléistocène de la Bolivie: sa contribution à la compréhension des Panochthini du Pléistocène inférieur-moyen. Comptes Rendus Palevol 10: 655-664.
- González-Ruiz, L. R., Zurita, A. E., Scillato-Yané, G. J., Zamorano, M. y Tejedor, M. F., 2011. Un nuevo Glyptodontidae (Mammalia, Xenarthra, Cingulata) del Mioceno de Patagonia (Argentina) y comentarios acerca de la sistemática de los gliptodontes “friasenses”. Revista Mexicana de Ciencias Geológicas 28 (3): 566-579.
- Soibelzon, L. H., Zamorano, M., Scillato-Yané, G. J., Piazza, D., Rodríguez, S., Soibelzon, E., Tonni, E. P., San Cristóbal, J., Beilinson, E., 2012. Un Glyptodontidae de gran tamaño en el Holoceno temprano de la región Pampeana, Argentina. Revista Brasileira de Paleontología 15 (1): 105-112.
- González Ruiz, L. R., Scillato-Yané, G. J., Krmpotic, C., Carlini, A., 2012. A new species of Peltephilidae (Mammalia: Xenarthra: Cingulata) of Argentina. Zootaxa 3359: 55-64.
- Góis, F., Scillato-Yané, Carlini, A. A., 2012. Una nueva especie de Holmesina(Xenarthra, Cingulata, Pampatheriidae) del Pleistoceno de Rondônia, sudoeste de la Amazonia, Brasil. Revista Brasileira de Paleontología 15 (2): 211-227.
- Ciancio, M.  R., Carlini, A. A., Campbell, K. E. y Scillato-Yané, G. J., 2013. New Palaeogene cingulates (Mammalia, Xenarthra) from Santa Rosa, Perú and their importance in the context of South American faunas. Journal of Systematic Palaeontology 11(6): 727-741.
- Góis, F., Scillato-Yané, G. J., Carlini, A. A., Guilherme, E., 2013. A new species of Scirrotherium Edmund & Theodor, 1997 (Xenarthra, Cingulata, Pampatheriidae) from the late Miocene of South America. Alcheringa: An Australasian Journal of Palaeontology 37(2): 177-188.
- González Ruiz, L. R., Góis, F., Ciancio, M. R., Scillato-Yané, G. J., 2013. Los Peltephilidae (Mammalia, Xenarthra) de la Formación Collón Curá (Colloncurense, Mioceno medio), Argentina. Revista Brasileira dePaleontologia 16(2): 319-330.
- Carlini, A., Castro, M. C., Madden, R. H., Scillato-Yane, G. J., 2013. A new species of Dasypodidae (Xenarthra: Cingulata) from the late Miocene of northwestern South America: implications in the Dasypodini phylogeny and diversity. Historical Biology: An International Journal of Paleobiology
- Zamorano, M., Scillato-Yané, G. J., Zurita, A. E., 2013. An enigmatic and large-sized specimen of Panochthus (Glyptodontidae, “Panochthini”) from the Ensenadan (Early-Middle Pleistocene) of the Pampean region, Argentina. Revista Mexicana de Biodiversidad 84: 847-854.
- Zurita, A. E., Taglioretti, A. E., Zamorano, M., Scillato-Yané, G. J., Luna, C., Boh, D.Magnussen Saffer, M., 2013. A new species of Neosclerocalyptus Paula Couto (Mammalia: Xenarthra: Cingulata): the oldest  record of the genus and morphological and phylogenetic aspects. Zootaxa 3721 (4): 387–398.
- Scillato-Yané, Góis, F., Zurita, A. E., Carlini, A. A., González Ruiz, L. R., Krmpotic, C. M., Oliva, C., Zamorano, M., 2013. Los Cingulata (Mammalia, Xenarthra) del “Conglomerado osífero” (Mioceno tardío) de la Formación Ituzaingó de Entre Ríos, Argentina. In: El Neógeno de la Mesopotamia argentina. D. Brandoni y J.I. Noriega, Editores (2013) Asociación Paleontológica Argentina, Publicación Especial 14: 112–128
- Miño Boilini, Á. R., Carlini, A. A., & Scillato, G. J. (2014). Revisión sistemática y taxonómica del género scelidotherium owen, 1839 (Xenarthra, Phyllophaga, Mylodontidae).
- Zamorano, M., Scillato, G. J., & Zurita, A. E. (2014). Revisión del género Panochthus (Xenarthra, Glyptodontidae).
- Zamorano, M., Taglioretti, M., Zurita, A. E., Scillato Yané, G. J., & Scaglia, Y. F. (2014). El registro más antiguo de Panochthus (Xenarthra, Glyptodontidae). Estudios Geológicos, 70.
- Scillato, G. J. (2014). Los Cingulata (Mammalia, Xenarthra) del “Conglomerado Osífero”(Mioceno tardío) de la Formación Ituzaingó de Entre Ríos, Argentina. Publicación Electrónica de la Asociación Paleontológica Argentina, 14(1).
- Gois, F., Gonzalez Ruiz, L. R., Scillato-Yané, G. J., & Soibelzon, E. (2015). A peculiar new Pampatheriidae (Mammalia: Xenarthra: Cingulata) from the Pleistocene of Argentina and comments on Pampatheriidae diversity. Plos one, 10(6), e0128296.
- Zurita, A. E., Zamorano, M., Scillato-Yané, G. J., Fidel, S., Iriondo, M., & Gillette, D. D. (2017). A new species of Panochthus Burmeister (Xenarthra, Cingulata, Glyptodontidae) from the Pleistocene of the Eastern Cordillera, Bolivia. Historical Biology, 29(8), 1076-1088.
- Zurita, A. E., Zamorano, M., Scillato-Yané, G. J., Fidel, S., Iriondo, M., & Gillette, D. D. (2017). A new species of Panochthus Burmeister (Xenarthra, Cingulata, Glyptodontidae) from the Pleistocene of the Eastern Cordillera, Bolivia. Historical Biology, 29(8), 1076-1088.
- Zamorano, M., Scillato-Yané, G. J., Soibelzon, E., Soibelzon, L. H., Bonini, R., & Rodríguez, S. G. (2018). Hyoid apparatus of Panochthus sp.(Xenarthra; Glyptodontidae) from the Late Pleistocene of the Pampean region (Argentina). Comparative description and muscle reconstruction. Neues Jahrbuch für Geologie und Paläontologie-Abhandlungen, 288(2), 205-219.